# Cerochlamys
Cerochlamys (лат.) (возможное русскоязычное название — Церохламис) — род суккулентных растений семейства Аизовые (Aizoaceae) произрастающий на территории Капской провинции ЮАР.

## Название
Родовое латинское (научное) название Cerochlamys происходит от греческих слов keros, что означает «воск», и chlamys, что переводится как «плащ» или «мантия». Название связано с восковым покрытием листьев.

## Ботаническое описание
Представители рода — компактные кустистые многолетние растения. Листья супротивные, коротко сросшиеся у основания, образуют 1-3 пары на ветке. Они имеют треугольно-булавовидную форму с округлыми килями и часто скручены почти под прямым углом от основания. Листья покрыты восковым налетом и имеют длину около 40 мм. Окраска листьев варьирует от пурпурно-зеленого до желтоватого.
Цветки терминальные и их количество составляет 1-3. Они открываются поздно утром и остаются открытыми весь день. Чашелистиков 5 или 6, примерно одинаковые. Лепестки располагаются в 2 или 3 ряда и характеризуются свободной линейной формой. Окраска лепестков может быть розовой с белым основанием. Тычинки обычно имеют желтые или оранжевые пыльники, а также присутствие стаминодий. Нектарник кольцевидный, состоящий из 5 отдельных зубчатых железок, которые соприкасаются друг с другом. Завязь обратноконическая, сверху плоская. Плод представляет собой 5- или 6-гнездную коробочку, близкую к типу плодов растений рода Mitrophyllum. Семена имеют острояйцевидную форму и микроскопически бугорчатую текстуру.
Число хромосом х = 9.

## Таксономия
Cerochlamys N.E.Br., первое упоминание в J. Bot. 66: 171 (1928).

### Виды
Подтвержденные виды (3) по данным сайта Plants of the World Online на 2023 год:
- Cerochlamys gemina (L.Bolus) H.E.K.Hartmann
- Cerochlamys pachyphylla (L.Bolus) L.Bolus
- Cerochlamys trigona N.E.Br.